# حزب مصر 2000

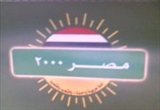
حزب مصر2000

حزب مصر 2000 هو حزب سياسي مصري تأسس في 7 أبريل 2001م بحكم من المحكمة الإدارية العليا. يرأس الحزب فوزي غزال. يقع مقر الحزب في 74 ش الجلاء - طنطا. دفع الحزب برئيسه فوزي غزال في انتخابات الرئاسة المصرية 2005 التي احتل فيها المركز التاسع بالحصول على 4222 صوت، أي نسبة 0.059% من إجمالي الأصوات.

## أهداف الحزب
- البناء الذاتي للأمة.
- رفض قيم العولمة الغربية.

## مبادئ الحزب
مبادئ الحزب تنص على:
- الشراكة الشعبية الكاملة في اتخاذ القرارات.
- مواجهة الشعب بكافة الحقائق في جميع الأمور.
- التنمية الشاملة في جميع المجالات.
- تدعيم علاقات مصر بكل دول العالم.

## برنامج الحزب
- التركيز على قضيتى العولمة والمياه.
- الدعوة إلى سن دستور جديد.
- التأكيد على ممارسة الأجهزة الأمنية بما فيه صالح المواطنين.
- رسم سياسات دائمة وواضحة.
- ضرورة النهوض بالتعليم بما يضع مصر في مصاف الدول المتقدمة.
- ضرورة استغلال طاقات الطفل واستثماره وحُسن نشأته.
- دفع عجلة التنمية ورسم خريطة جديدة لمحافظات الجمهورية.
- محاربة الفقر والجهل وإعادة الوجه المشرق للفلاح المصري.
- ضرورة النهوض بمهنة الطب وحق المواطن في علاج متكامل.